# Nazionale femminile di pallamano della Slovacchia
La nazionale di pallamano femminile della Slovacchia rappresenta la Slovacchia nelle competizioni internazionali di pallamano femminile e la sua attività è gestita dalla federazione di pallamano della Slovacchia.

## Competizioni principali

### Olimpiadi
Nessuna partecipazione

### Mondiali
- 1995: 12º posto

### Europei
- 1994: 12º posto
- 2014: 12º posto